# Gulbenkianstiftelsen

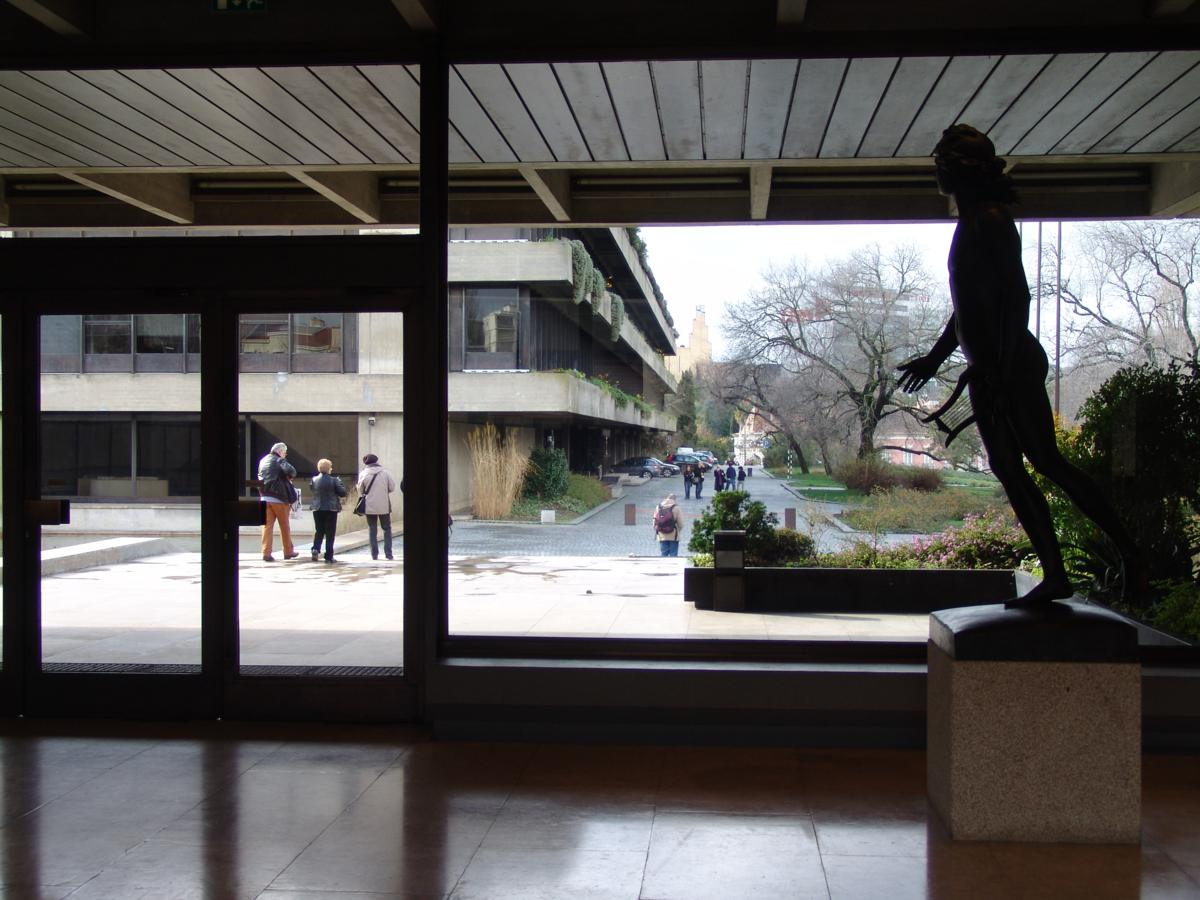
Entrén till Gulbenkianstiftelsens huvudkontor.

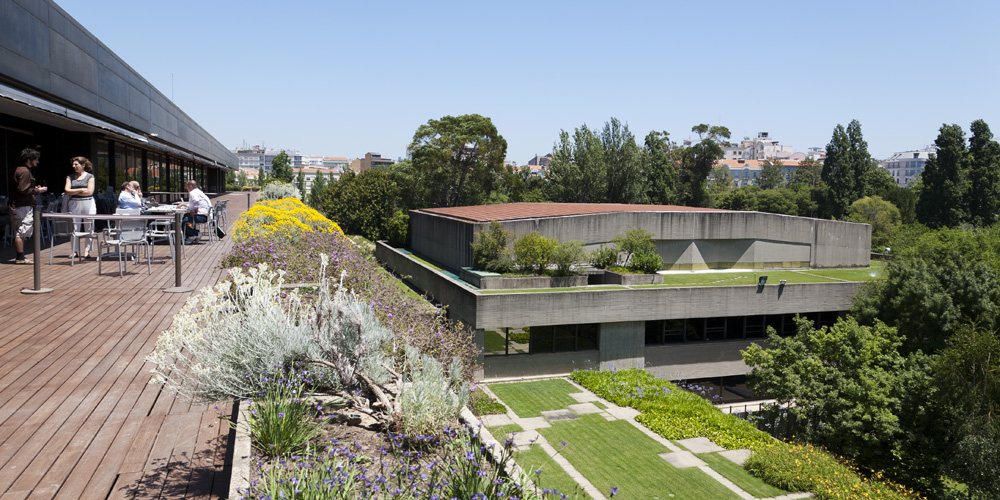
Museets terrass, foto 2013.

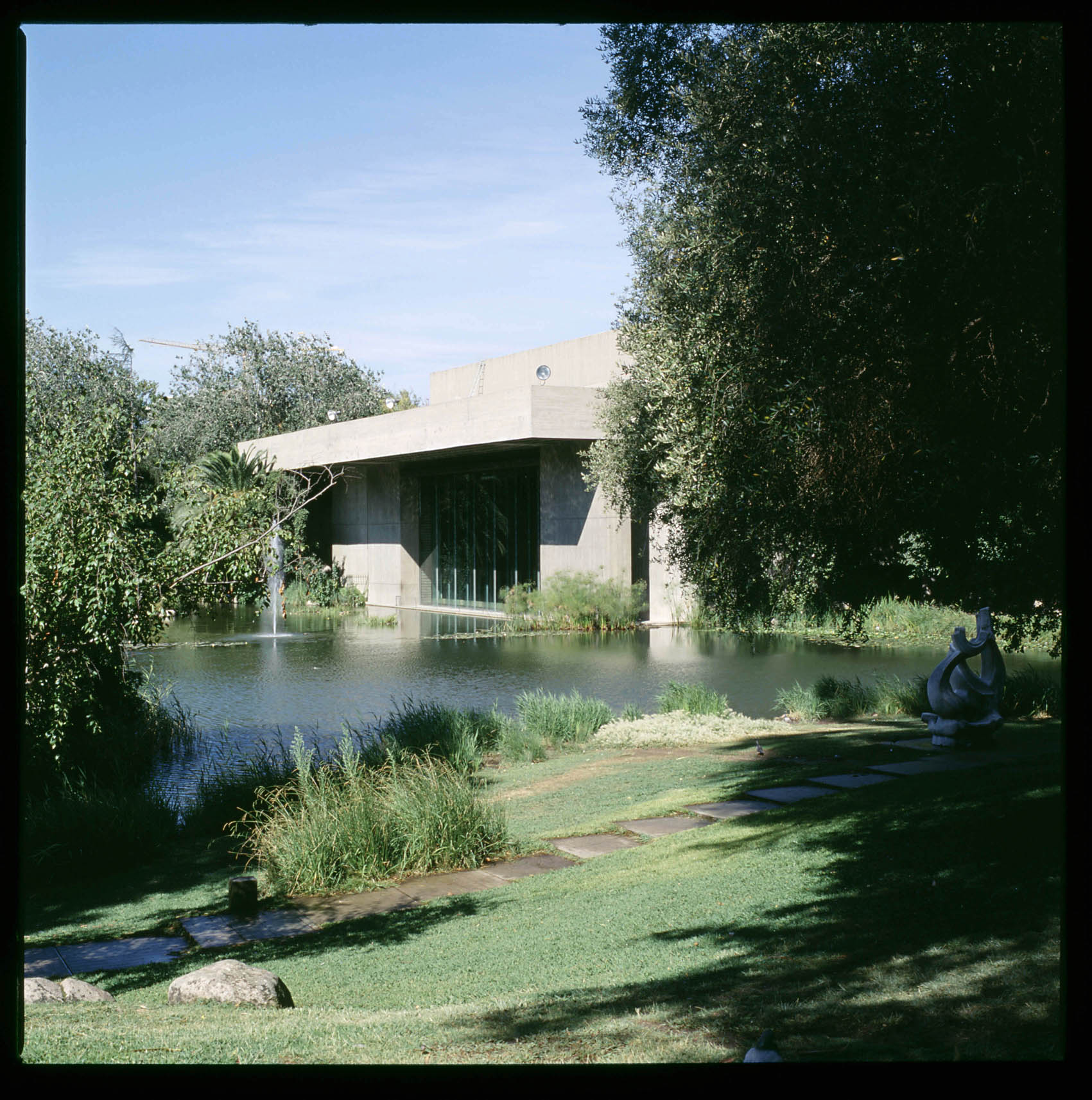
Konstbiblioteket och parken, foto 2004.

Gulbenkianstiftelsen (pt: Fundação Calouste Gulbenkian) är en privat portugisisk välgörenhetsstiftelse i Lissabon instiftad enligt Calouste Gulbenkians testamente år 1956. Stiftelsen driver  Gulbenkianmuseet, ett center för modern konst, ett bibliotek, en symfoniorkester samt social verksamhet och ett vetenskapsinstitut. Stiftelsen har även avdelningar i London och Paris.

## Om stiftelsen
Gulbenkianstiftelsen grundades av den armeniske oljemagnaten Calouste Gulbenkian (1869-1955) som efter att ha lämnat Turkiet levde i bland annat Frankrike, England och Portugal. Stiftelsen grundades 1956 med sitt huvudkontor och sin huvudverksamhet förlagd till Lissabon. Verksamheten är inriktad på fyra områden - konst, utbildning, vetenskap och social välfärd.
Gulbenkianstiftelsen äger oljebolaget Partex som startades av Calouste Gulbenkian 1938.

Stiftelsen hade 2010 en årsbudget på över 100 miljoner euro. 

### Verksamheter
- Museu Calouste Gulbenkian, museum baserat på Calouste Gulbenkians privata konstsamling.
- Centro de Arte Moderna, museum och center för modern konst.
- Orquestra Gulbenkian, symfoniorkester och kör.
- Biblioteka de Arte, konstbibliotek.
- Instituto Gulbenkian de Ciência, vetenskapsinstitut.
- Comunidades Arménias, verksamhet kring armenisk kultur.
- Jardim da Fundação Calouste Gulbenkian, offentlig park.
- Gulbenkian Foundation UK, verksamhet i Storbritannien.
- Délégation en France, verksamhet i Frankrike
- Utvecklings- och forskningsprogram inom konst och kultur, hälsa och samhälle samt utbildning och vetenskap.

År 1965 grundades även Ballet Gulbenkian, ett danskompani som uppförde såväl klassisk som modern dans, men verksamheten lades ned 2005.

### Byggnader och park
Stiftelsens byggnader och park omfattar en yta som motsvarar ungefär fem till sju stadskvarter och ligger centralt i Lissabon. Området var ursprungligen en av många parker och trädgårdar som låg i Lissabons utkant; i övergången mellan stad och landsbygd.
Huvudbyggnaden invigdes 2 oktober 1969 och innehåller kontor, auditorium, utställningslokaler, museum och ett bibliotek. Byggnaden är ritad av arkitekterna Ruy Athouguia, Pedro Cid och Alberto Pessoa i modernistisk stil. Den är utformad för att samverka med den omkringliggande parken; de luftiga salarna med stora fönster länkar samman rummen med naturen utanför. 
Parken med slingrande stigar, dammar och riklig växtlighet invigdes samma år som byggnaden. Den utformades av landskapsarkitekten Ribeiro Telles i samråd med huvudbyggnadens arkitekter. Byggnaden och parken blev 2010 klassificerad som nationellt kulturminnesmärke.
Museet för modern konst (portugisiska: Centro de Arte Moderna) ritades av den engelske arkitekten Leslie Martin, en arkitekt som arbetade inom den så kallade International style. Museet öppnade 1983.